# Volutaria
Volutaria Cass., 1816 è un genere di piante angiosperme dicotiledoni della famiglia delle Asteraceae.

## Descrizione

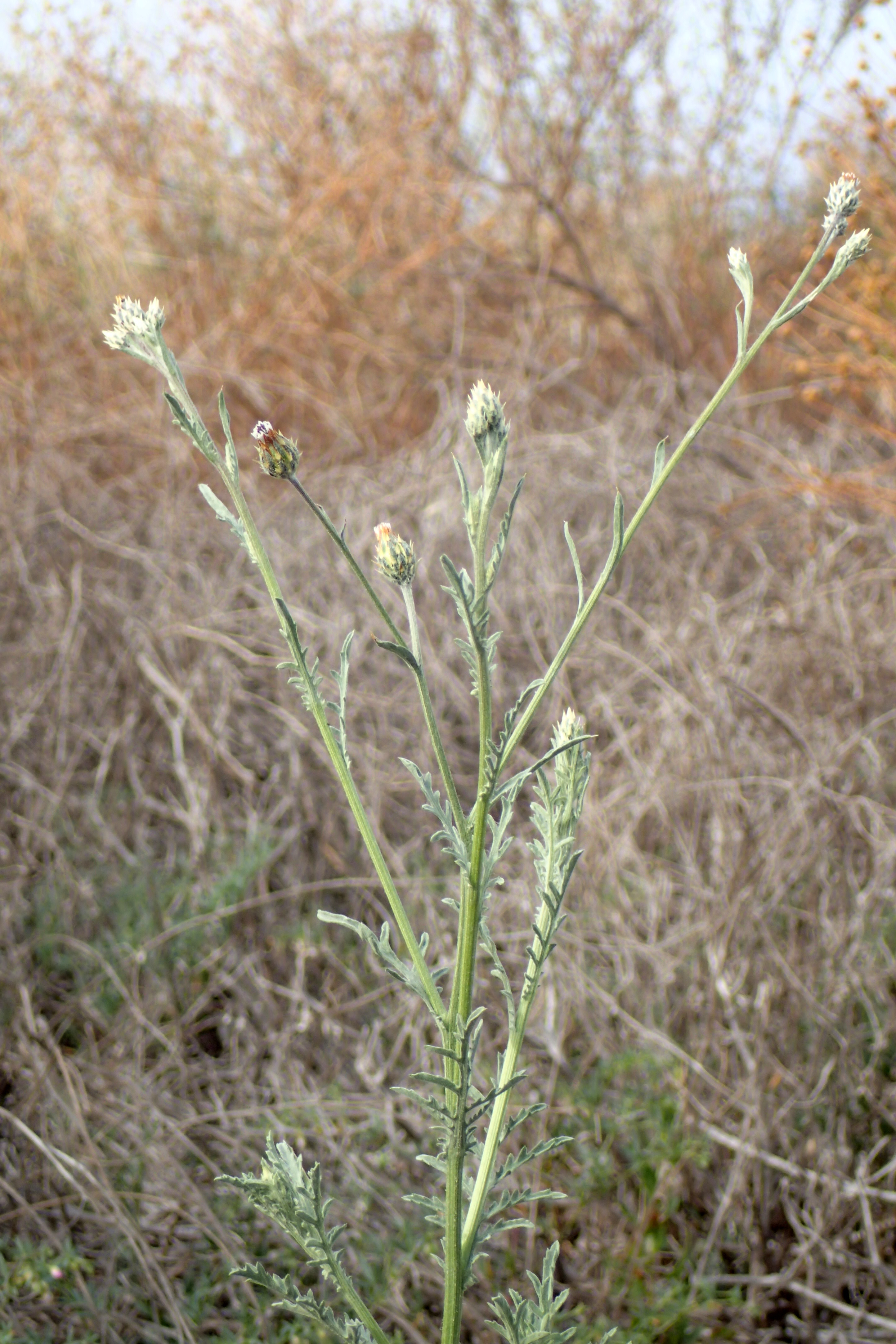
Il portamento
Volutaria canariensis

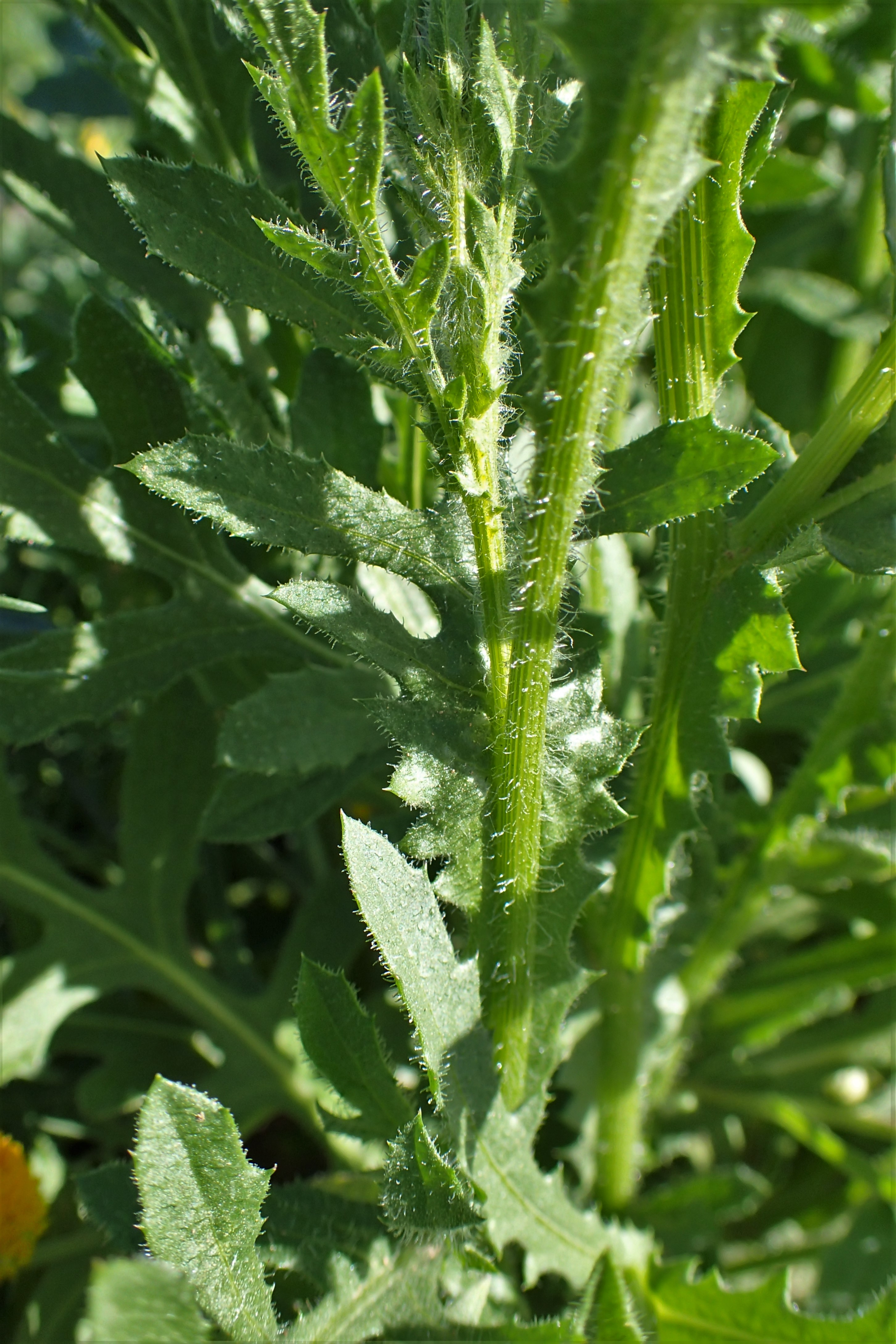
Le foglie
Volutaria tubuliflora

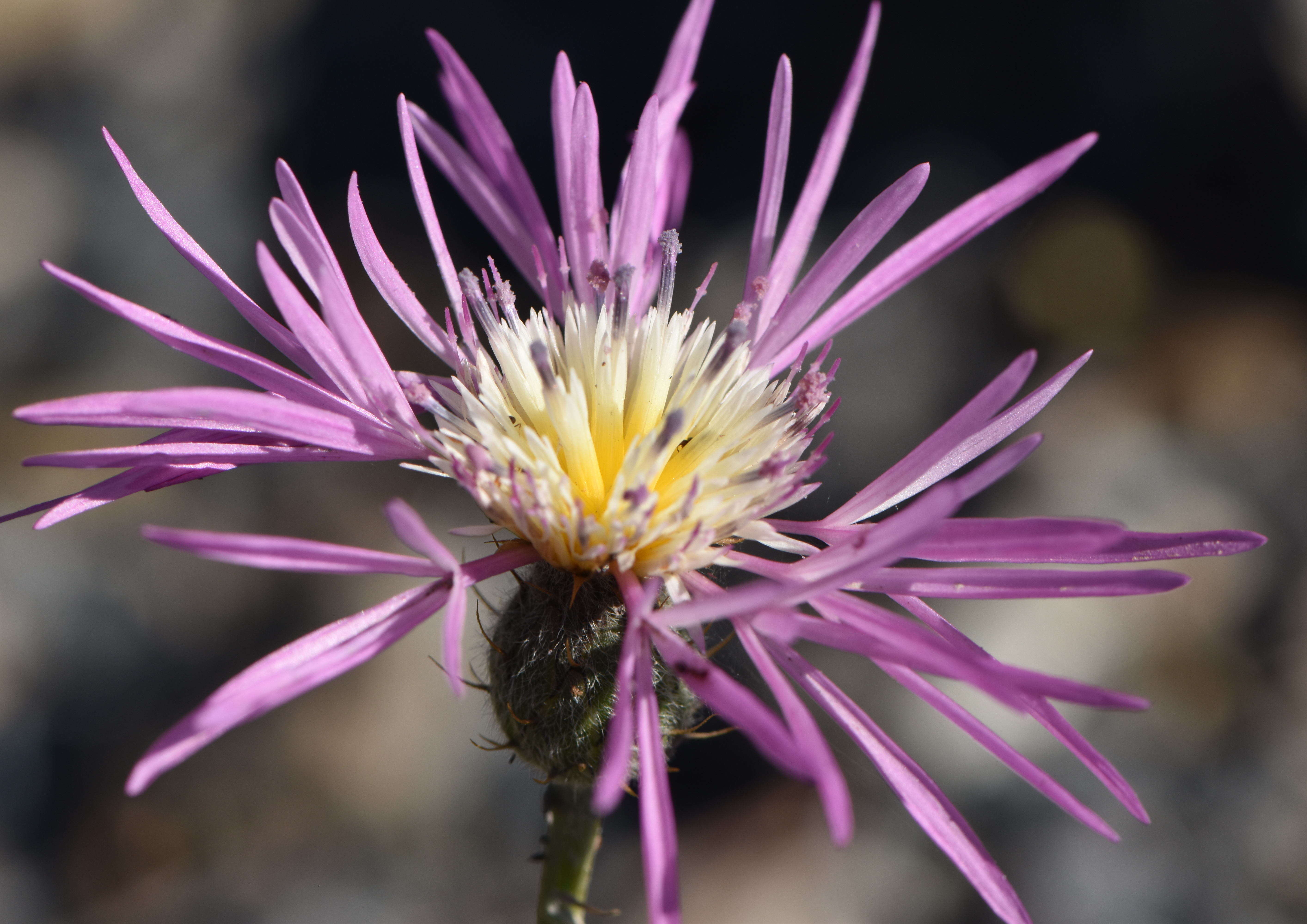
Infiorescenza
Volutaria muricata

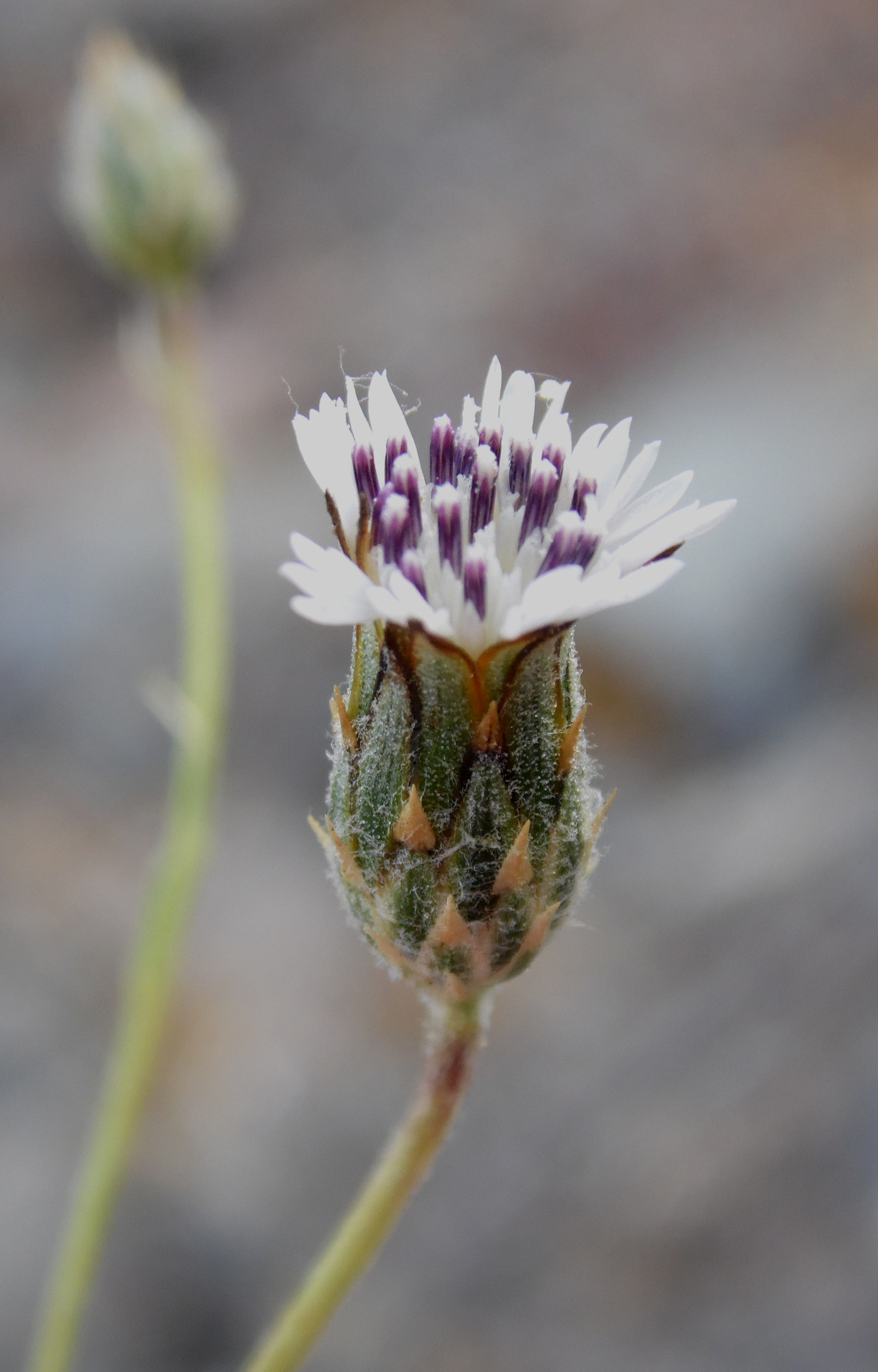
I fiori
Volutaria canariensis

Le specie di questo genere sono piante erbacee annuali (o raramente sub-perenni); in genere non sono spinose. I fusti sono eretti, ramificati e frondosi. La parte ipogea è un fittone. L'altezza massima per queste piante è di 50 cm.
Le foglie, basali in rosette con picciolo alato e cauline sessili, lungo il caule sono disposte in modo alterno, hanno una lamina da intera a dentato-pennatosetta. La superficie è scabra.
Le infiorescenze si compongono di capolini eterogami (raramente sono eterogami), solitari o raggruppati in lassi corimbi. I capolini sono formati da un involucro a forma ovoide (diametro di 10 – 15 mm) composto da brattee (o squame) all'interno del quale un ricettacolo fa da base ai fiori tutti tubulosi. Le brattee dell'involucro, disposte su più serie in modo embricato, hanno delle forme da ovali a lanceolate, sono di colore verde con marcate venature; gli apici acuti, con forme lineari, sono mucronati o spinulosi, spesso sono nerastri oppure riflessi. Il ricettacolo è piatto privo di pagliette.
I fiori sono tutti del tipo tubuloso. I fiori sono tetra-ciclici (ossia sono presenti 4 verticilli: calice – corolla – androceo – gineceo) e pentameri (ogni verticillo ha 5 elementi). I fiori in genere sono ermafroditi e actinomorfi. Se i capolini sono eterogami allora sono presenti dei fiori periferici radiati staminoidi e sterili.
- Formula fiorale:

- /x K {\displaystyle \infty }, [C (5), A (5)], G 2 (infero), achenio

- Calice: i sepali del calice sono ridotti ad una coroncina di squame.
- Corolla: la corolla in genere è colorata di rosa, porpora o violetto (raramente giallo). I lobi, da 5 a 6, sono lineari.
- Androceo: gli stami sono 5 con filamenti liberi, glabri e papillosi, mentre le antere, munite di appendici lanceolate, sono saldate in un manicotto (o tubo) circondante lo stilo.[10]
- Gineceo: lo stilo è filiforme; gli stigmi dello stilo sono due divergenti. L'ovario è infero uniloculare formato da 2 carpelli.

Il frutto è un achenio con pappo. Gli acheni, con forme obovoido-oblunghe (una botte debolmente compressa lateralmente), sono costati e rugosi e superficie alveolata. Nelle alveole è presente dell'elaisoma. Il pericarpo dell'achenio è sclerificato; alla sommità l'achenio è provvisto di una piastra. Il pappo (persistente) è inserito in un anello parenchimatico sulla piastra apicale e in genere è formato da diverse serie di squame strettamente lineari-oblanceolate colorate di bianco (o fulvo). L'ilo è laterale.

## Biologia
- Impollinazione: l'impollinazione avviene tramite insetti (impollinazione entomogama).
- Riproduzione: la fecondazione avviene fondamentalmente tramite l'impollinazione dei fiori (vedi sopra).
- Dispersione: i semi cadendo a terra (dopo essere stati trasportati per alcuni metri dal vento per merito del pappo – disseminazione anemocora) sono successivamente dispersi soprattutto da insetti tipo formiche (disseminazione mirmecoria).

## Distribuzione
Le specie di questo genere si trovano nel Mediterraneo meridionale, in Africa settentrionale, nella Penisola Araba e in Iran.

## Tassonomia
La famiglia di appartenenza di questa voce (Asteraceae o Compositae, nomen conservandum) probabilmente originaria del Sud America, è la più numerosa del mondo vegetale, comprende oltre 23.000 specie distribuite su 1.535 generi, oppure 22.750 specie e 1.530 generi secondo altre fonti (una delle checklist più aggiornata elenca fino a 1.679 generi). La famiglia attualmente (2021) è divisa in 16 sottofamiglie.
La tribù Cardueae (della sottofamiglia Carduoideae) a sua volta è suddivisa in 12 sottotribù (la sottotribù Centaureinae è una di queste).

### Filogenesi
La classificazione della sottotribù rimane ancora problematica e piena di incertezze. Il genere di questa voce è inserito nel gruppo tassonomico informale Volutaria Group. Questo gruppo composto da 8 generi, nell'ambito della sottotribù Centaureinae e da un punto di vista filogenetico, si trova in posizione "basale", ossia è stato il primo gruppo a separarsi dagli altri generi. In più recenti studi, tuttavia, alcuni generi (Mantisalca), risultano avere delle posizioni più centrale all'interno del gruppo informale Rhaponticum Group.
Il numero cromosomico delle specie di questo genere è: 2n = 28 e 32.

### Elenco delle specie
Il genere comprende le seguenti 16 specie:
- Volutaria abyssinica (A.Rich.) C.Jeffrey
- Volutaria albicaulis  (Deflers) Wagenitz
- Volutaria belouini  (Humbert) Maire
- Volutaria bollei  (Sch.Bip. ex Bolle) A.Hansen & G.Kunkel
- Volutaria boranensis  (Cufod.) Wagenitz
- Volutaria canariensis  Wagenitz
- Volutaria crupinoides  (Desf.) Maire
- Volutaria dhofarica  Wagenitz
- Volutaria djiboutensis  Wagenitz
- Volutaria lippii  Cass.
- Volutaria maroccana  (Barratte & Murb.) Maire
- Volutaria muricata  (L.) Maire
- Volutaria saharae  (L.Chevall.) Wagenitz
- Volutaria sinaica  (DC.) Wagenitz
- Volutaria socotrensis  Wagenitz
- Volutaria tubuliflora  (Murb.) Sennen

### Specie della flora spontanea italiana
Nella flora spontanea italiana del gruppo di questa voce è presente la seguente specie:
- Volutaria tubuliflora (Murb.) Sennen, 1936 - Fiordaliso di Lippi: l'altezza massima della pianta è di 2 - 5 dm; il ciclo biologico è annuo; la forma biologica è terofita scaposa (T scap); il tipo corologico è "Steno-Mediterraneo / Sahariano"; l'habitat tipico sono gli incolti e i pascoli; in Italia è una specie molto rara e si trova solo in Sicilia fino ad una quota di 195 m s.l.m.. (Nella "Flora d'Italia" questa specie è indicata come Volutaria tubiflora).